# Acony
Acony est un manga de Kei Tōme. Un prologue suivi de 7 chapitres ont été publiés dans le magazine Afternoon, mais à présent que la mangaka poursuit son autre titre Hatsukanezumi no jikan dans le même magazine. Le manga s'est terminé le 24/07/2010 dans le #09 de l'Afternoon. Le dernier tome de la série est sorti en septembre 2010.
On retrouve dans ce titre le côté fantastique de certaines œuvres de Kei Tōme comme Luno, via un mélange d'influences occidentales et orientales : l'intérieur de l'appartement d'Acony et de son père rappelle les images d'Halloween, tandis que les autres habitants de l'immeuble évoquent le folklore japonais. Est aussi présente une description de la vie quotidienne des personnages et surtout de leur psychologie, comme dans Sing "Yesterday" for me par exemple. Enfin, on y retrouve cette mélancolie qui imprègne les œuvres de la mangaka, même si l'humour est plus présent que de coutume chez Kei Tōme.

## Bref résumé de l'histoire
Motomi Utsuki est un jeune garçon qui se voit contraint d'aller vivre avec son grand-père. Très vite, il découvre que les autres habitants de l'immeuble où il réside ont tous quelque chose de surnaturel, à commencer par Acony, cette jeune fille qui se dit morte…

## Liste des personnages

### Famille Utsuki
- Motomi Utsuki : le personnage principal, âgé de 13 ans et fils unique. Ayant une approche des choses très rationnelle, il a un peu de mal au début à croire Acony et à se faire à l'essence surnaturelle des autres occupants de l'immeuble.
- Shizue Utsuki : la mère de Motomi, toujours entre deux avions et ne croyant pas aux fantômes. Divorcée depuis deux ans, elle a été récemment mutée à l'étranger, c'est pourquoi Motomi a dû aller vivre avec son grand-père. N'en faisant qu'à sa tête depuis qu'elle est petite, on ne sait jamais à quoi s'attendre avec elle. Aujourd'hui, elle travaille dans une entreprise qui réalise des investigations pour déterminer la teneur de recherches médicales. C'est ce qui l'a mise sur la piste du professeur Shikishima, le grand-père d'Acony.
- le grand-père de Motomi : il vit dans l'immeuble depuis un grand nombre d'années et est très porté sur les maquettes.

### Famille Lanchester
- Acony Lanchester : il y a 10 ans, un accident de laboratoire aux États-Unis a causé sa mort (et lui a valu cette cicatrice qui barre son œil gauche). Après sa résurrection, elle a cessé de grandir, ce qui fait qu'elle a gardé l'apparence de la jeune fille de 13 ans qu'elle était au moment de l'accident. Depuis son arrivée au Japon avec son père, elle a passé son temps dans l'enceinte de l'immeuble, où une de ses occupations favorites semble être la torture de petits animaux. Maintenant que Motomi est là, elle lui fait découvrir l'immeuble et ses occupants en le maltraitant gentiment. Côtoyer un jeune garçon normal lui a cependant donné l'envie de revoir un peu le monde extérieur…
- Hash Lanchester : le père d'Acony, américain. Il a rencontré sa femme dans la faculté de lettres américaines où il faisait ses études. C'est en espérant la retrouver qu'il est venu avec sa fille dans l'immeuble où elle a vécu, gardant l'espoir qu'elle y revienne un jour. Aujourd'hui, il écrit des romans fantastiques publiés dans un mensuel littéraire. Il semblerait qu'il ne puisse travailler que la nuit…
- Yuri Shikishima : la mère d'Acony, japonaise. Elle effectuait des études scientifiques dans la même faculté que Hash, et il s'agit de la fille du professeur Shikishima. On apprend grâce à la mère de Motomi qu'il avait vécu dans l'immeuble et était parti poursuivre ses recherches sur le traitement du cancer aux États-Unis. Ses travaux auraient tous disparu dans l'accident d'il y a 10 ans. Depuis, sa fille Yuri a disparu…

### Les autres habitants de l'immeuble
- Yoshioka : le concierge de l'immeuble. Mort à la fin de l'ère Meiji en se suicidant, cela fait à présent plus de 90 ans qu'il est un fantôme. On le voit souvent en train de balayer la cour, et il a tendance à disparaître lorsqu'il est intimidé. Il a vu les enfants quitter progressivement l'immeuble au fur et à mesure qu'il grandissaient…
- Misono : responsable éditoriale de Hash Lanchester, elle travaille pour le mensuel Gekkan Kaikishiro et est aussi rédactrice free-lance. D'après Acony, lorsqu'elle boit, elle retrouve sa forme originale (qui est probablement celle d'un gros serpent).
- Satô : 16 salarymen tous identiques qui vivent dans le même appartement (Satô est les 16).
- L'immeuble lui-même : d'après Acony, il est doué d'une volonté propre et refuse de se faire détruire. Ce serait pour cette raison que, malgré ses 70 ans d'âge au moins, il a résisté aux démolitions et plans de reconstruction. Toujours selon Acony, il a accepté Motomi alors que depuis 10 ans, aucun nouveau résident n'y avait emménagé.